# 勒唐蓬
勒唐蓬（法語：Le Tampon；法語發音：[lə tɑ̃pɔ̃]，又译顶磅市），法国海外省留尼汪的一个市镇，隶属于圣皮埃尔区，其市镇面积为165.4平方公里，2022年1月1日时人口数量为81,964人，在法国城市中排名第58位。
勒唐蓬位于留尼汪南部，距离海岸线最近处大约5公里，是一个典型的热带海岛内陆市镇，历史上因依兰种植而闻名，现代为留尼汪人口第四多的市镇，并因其境内的山地森林及峡谷景观而成为一座旅游城市。

## 地名来源
在现代法语中，“Tampon”本意“印章”，引申含义为“缓冲”。根据法国史学家伊夫·佩罗坦的论述，“勒唐蓬”所处区域相对隐秘，历史上未出现有记载的人类活动，直至殖民时代当地才出现了首处人类活动的印记，并成为海岸线和内陆地区的过渡地带，而“勒唐蓬”一名正由此而来。

## 历史

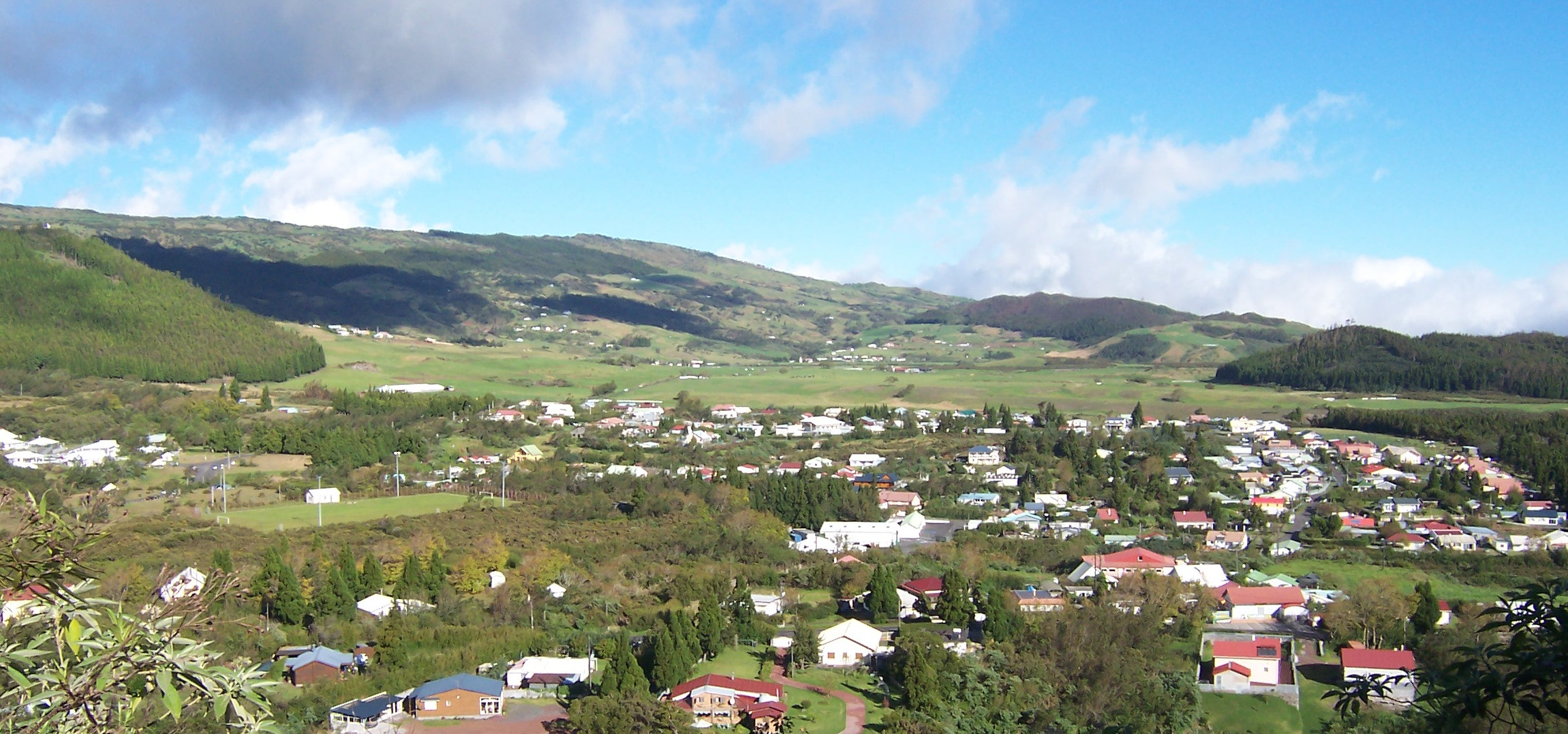
勒唐蓬境内的一处山地聚落

勒唐蓬所处的留尼汪岛于16世纪末被发现，成为印度之路上的一个中途岛，1663年，留尼汪成为法兰西王国领土，并被命名为“波旁岛”。法国大革命后，波旁岛更名为“留尼汪岛”，勒唐蓬所处区域成为圣皮埃尔的市镇范围。而勒唐蓬最初可查证的历史起于1830年，彼时，留尼汪领主加布里埃尔·勒科阿特·德·凯尔弗冈驻扎于勒唐蓬，并以此为中心将周边区域开辟为农产品种植园。1836年，保罗·雷亚克（Paul Reilhac）在勒唐蓬境内发现淡水水源，由此为当地的人类生活提供了条件。1873年，勒唐蓬所处的圣皮埃尔东北部地区被单独列为卡夫尔平原区（la Plaine des Cafres），1925年，勒唐蓬正式被设立为市镇。此后，勒唐蓬因当地的农业发展而吸引了大批海外居民，依兰成为当地的代表性作物。20世纪中后期，勒唐蓬逐渐发展成为一座旅游城市。

## 地理

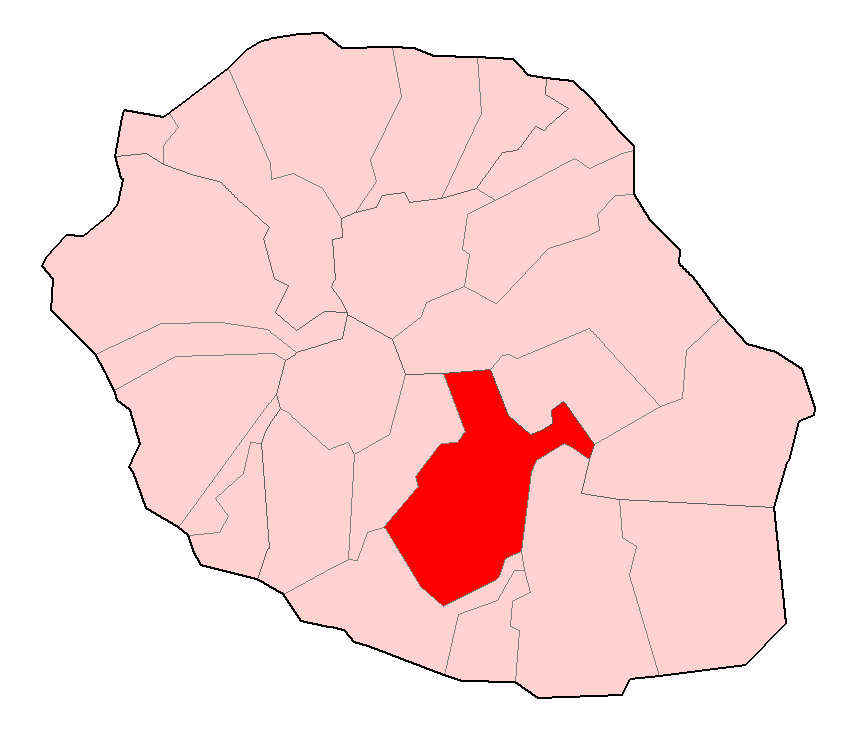
勒唐蓬市镇范围（深红）

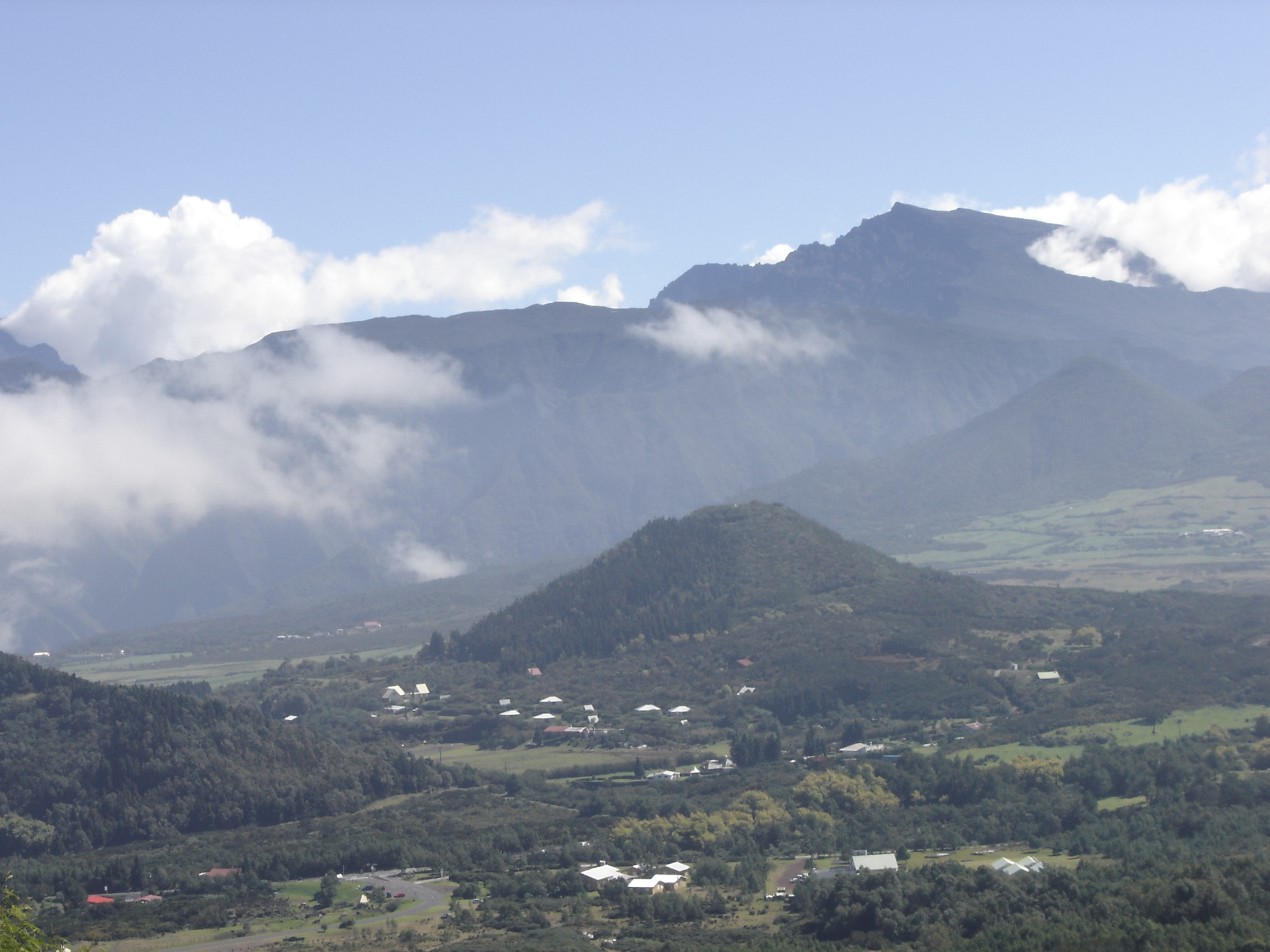
勒唐蓬境内的山地景观

勒唐蓬位于留尼汪南部，距离省会圣但尼大约73公里。与勒唐蓬接壤的市镇包括：昂特尔德、拉普兰-德帕尔米斯特、圣伯努瓦、圣约瑟夫、圣皮埃尔、圣罗斯。

### 地形
勒唐蓬位于留尼汪岛腹地，境内山地与平原相间分布，市镇中心位于一处丘陵地带，地势较为平坦，北部和东部则为崇山峻岭，全境海拔在287到2,418米之间。

### 水文
平原湾河发源于勒唐蓬市镇范围西北部，自北向南流经境内西部，其勒唐蓬境内的河段多为高山峡谷，部分河段为古堰塞湖，未得到大规模开发。

### 植被
勒唐蓬属于热带雨林区，市镇范围东北部和北部分别为城墙平原森林（Fôret de la Plaine des Remparts）和卡夫尔平原森林（Forêt Domaniale de la Plaine des Cafres）。
在鲜花城市的评比中，勒唐蓬被评为2星级鲜花城市。

### 气候
勒唐蓬在柯本气候分类法中属于带有山地特征的熱帶乾濕季氣候，其中1至4月为湿季，9至11月为干季，因海拔较高，当地的平均气温明显低于同区域的沿海地区。
勒唐蓬境内设有气象站，以下为该气象站的数据：
| 勒唐蓬1981年－2019年 | 勒唐蓬1981年－2019年 | 勒唐蓬1981年－2019年 | 勒唐蓬1981年－2019年 | 勒唐蓬1981年－2019年 | 勒唐蓬1981年－2019年 | 勒唐蓬1981年－2019年 | 勒唐蓬1981年－2019年 | 勒唐蓬1981年－2019年 | 勒唐蓬1981年－2019年 | 勒唐蓬1981年－2019年 | 勒唐蓬1981年－2019年 | 勒唐蓬1981年－2019年 | 勒唐蓬1981年－2019年 |
| 月份                 | 1月                  | 2月                  | 3月                  | 4月                  | 5月                  | 6月                  | 7月                  | 8月                  | 9月                  | 10月                 | 11月                 | 12月                 | 全年                 |
| -------------------- | -------------------- | -------------------- | -------------------- | -------------------- | -------------------- | -------------------- | -------------------- | -------------------- | -------------------- | -------------------- | -------------------- | -------------------- | -------------------- |
| 历史最高温 °C（°F）  | 26.6 (79.9)          | 26.7 (80.1)          | 26.2 (79.2)          | 25.8 (78.4)          | 24.3 (75.7)          | 22.5 (72.5)          | 21.3 (70.3)          | 23.5 (74.3)          | 24.8 (76.6)          | 29.6 (85.3)          | 28.2 (82.8)          | 25.9 (78.6)          | 29.6 (85.3)          |
| 平均高温 °C（°F）    | 21.4 (70.5)          | 21.4 (70.5)          | 21.1 (70.0)          | 20.1 (68.2)          | 18.1 (64.6)          | 16.1 (61.0)          | 15.2 (59.4)          | 15.3 (59.5)          | 16.5 (61.7)          | 17.9 (64.2)          | 19.4 (66.9)          | 20.7 (69.3)          | 18.6 (65.5)          |
| 日均气温 °C（°F）    | 17.1 (62.8)          | 17.3 (63.1)          | 16.7 (62.1)          | 15.5 (59.9)          | 13.3 (55.9)          | 11.2 (52.2)          | 10.3 (50.5)          | 10.4 (50.7)          | 11.2 (52.2)          | 12.6 (54.7)          | 14 (57)              | 15.9 (60.6)          | 13.8 (56.8)          |
| 平均低温 °C（°F）    | 12.8 (55.0)          | 13.2 (55.8)          | 12.3 (54.1)          | 10.9 (51.6)          | 8.5 (47.3)           | 6.3 (43.3)           | 5.5 (41.9)           | 5.4 (41.7)           | 5.9 (42.6)           | 7.3 (45.1)           | 8.6 (47.5)           | 11.1 (52.0)          | 9 (48)               |
| 历史最低温 °C（°F）  | 5.8 (42.4)           | 5 (41)               | 4.2 (39.6)           | 2.2 (36.0)           | 0.8 (33.4)           | −0.9 (30.4)          | −1.4 (29.5)          | −1.7 (28.9)          | −1.6 (29.1)          | −0.3 (31.5)          | −0.4 (31.3)          | 2 (36)               | −1.7 (28.9)          |
| 平均降水量 mm（）    | 435.3 (17.14)        | 562.6 (22.15)        | 293.7 (11.56)        | 151.4 (5.96)         | 85.5 (3.37)          | 71.5 (2.81)          | 61.6 (2.43)          | 57.5 (2.26)          | 49.1 (1.93)          | 39.8 (1.57)          | 63.3 (2.49)          | 148.9 (5.86)         | 2,020.2 (79.54)      |
| 月均日照時數         | 166.4                | 138.6                | 165.1                | 165.2                | 182.4                | 176.9                | 182.2                | 193.5                | 188.4                | 184                  | 182.4                | 164.6                | 2,089.7              |
| 来源：infoclimat.fr  |                      |                      |                      |                      |                      |                      |                      |                      |                      |                      |                      |                      |                      |

## 行政区划
勒唐蓬是法国海外省留尼汪的一个市镇，编号为97422。勒唐蓬隶属于圣皮埃尔区、留尼汪省第三选区以及勒唐蓬第一县、第二县，同时也是此二县的中央投票站所在地和南部城市圈公共社区的办公驻地。
法国国家统计与经济研究所（简称）在进行数据统计时，将勒唐蓬划入圣皮埃尔城市区。自2020年起，圣皮埃尔城市区被包含5个市镇的圣皮埃尔-勒唐蓬城市辐射区代替。此外，还将勒唐蓬市镇分为了25个“块区”（IRIS），以便于统计人口分布情况。

## 交通

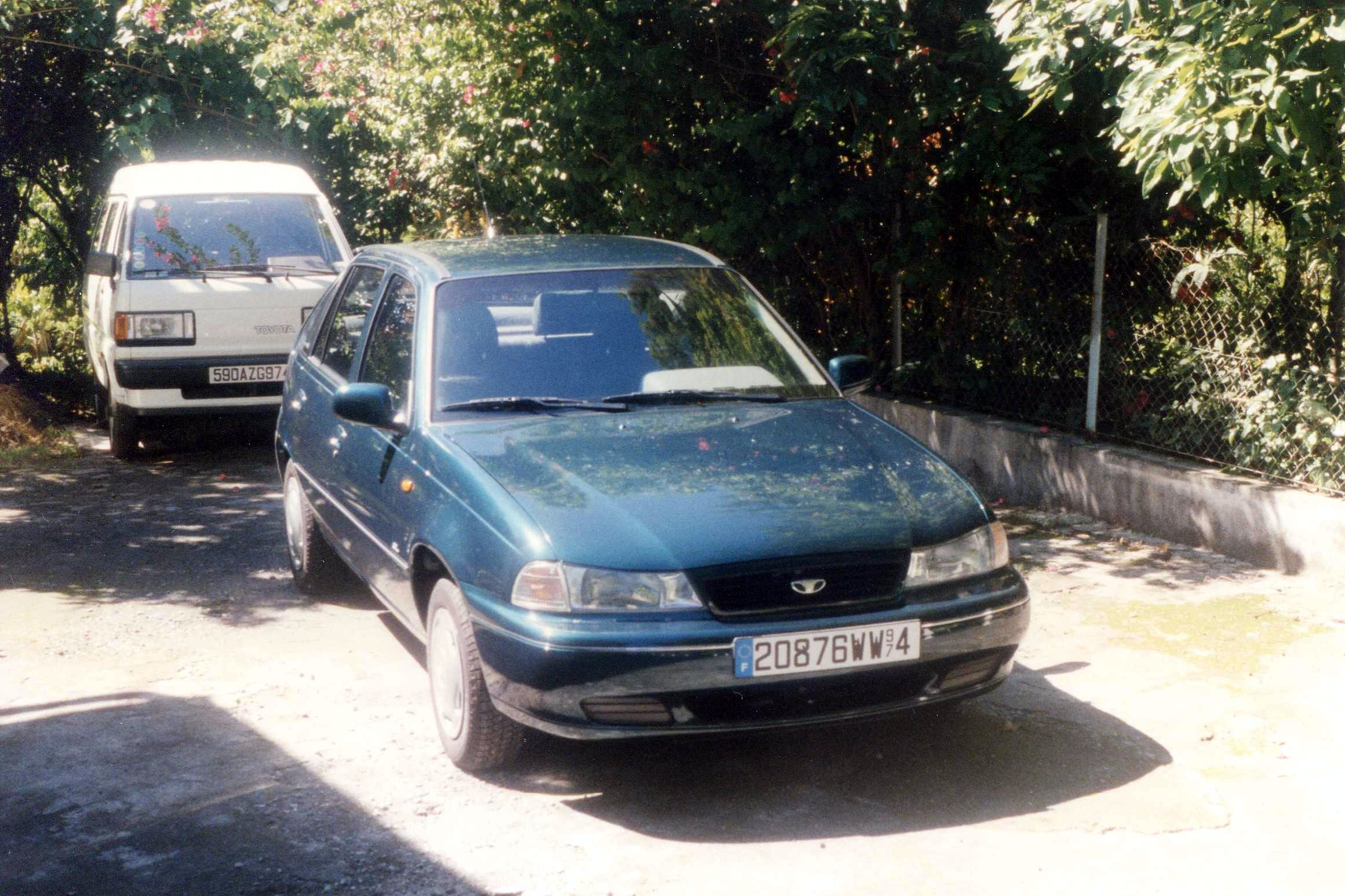
一辆挂有老式留尼汪车牌号的汽车

### 公路
留尼汪地方国道N3线和省道D3线、D27线、D36线、D70线在勒唐蓬境内交汇。留尼汪城际客运（商业名称为“Carjaune”）提供多条连接勒唐蓬的巴士线路，可前往圣但尼、圣保罗等地。
2017年，69.2%的勒唐蓬家庭拥有至少一辆私人汽车。2019年，勒唐蓬境内共发生各类交通事故24起，造成4人遇难，36人受伤。

### 铁路
截至2021年6月，勒唐蓬暂无任何铁路交通系统。

### 航空
距离勒唐蓬最近的民用航空站为聖皮埃爾機場，后者全名为“圣皮埃尔皮埃尔丰机场”（Aéroport de Saint-Pierre Pierrefonds），位于圣皮埃尔市区西侧，该机场开行前往毛里求斯的航班，并可由此联程中转前往法国本土。

### 城市公共交通
圣皮埃尔城市公共交通（商业名称为）下属的2路公共汽车连接勒唐蓬和圣皮埃尔市区。

## 政治
勒唐蓬的现任市长为曾宪建先生，他是一名右翼无党派人士，在2020年的市政选举中获得了65.64%的支持率。
在2017年的法国总统大选中，法国极右翼政治家玛丽娜·勒庞在勒唐蓬获得了50.15%的支持率。
| 勒唐蓬历届市长 |                             |                                    |
| 任期           | 市长                        | 党派                               |
| 1945年－1947年 | Edgar Avril 埃德加·阿夫里尔 | 不详                               |
| 1947年－1953年 | Roger Bénard 罗歇·贝尔纳    | 不详                               |
| 1953年－1983年 | Paul Badré 保罗·巴德雷      | UDR共和国保卫联盟 →RPR保衛共和聯盟 |

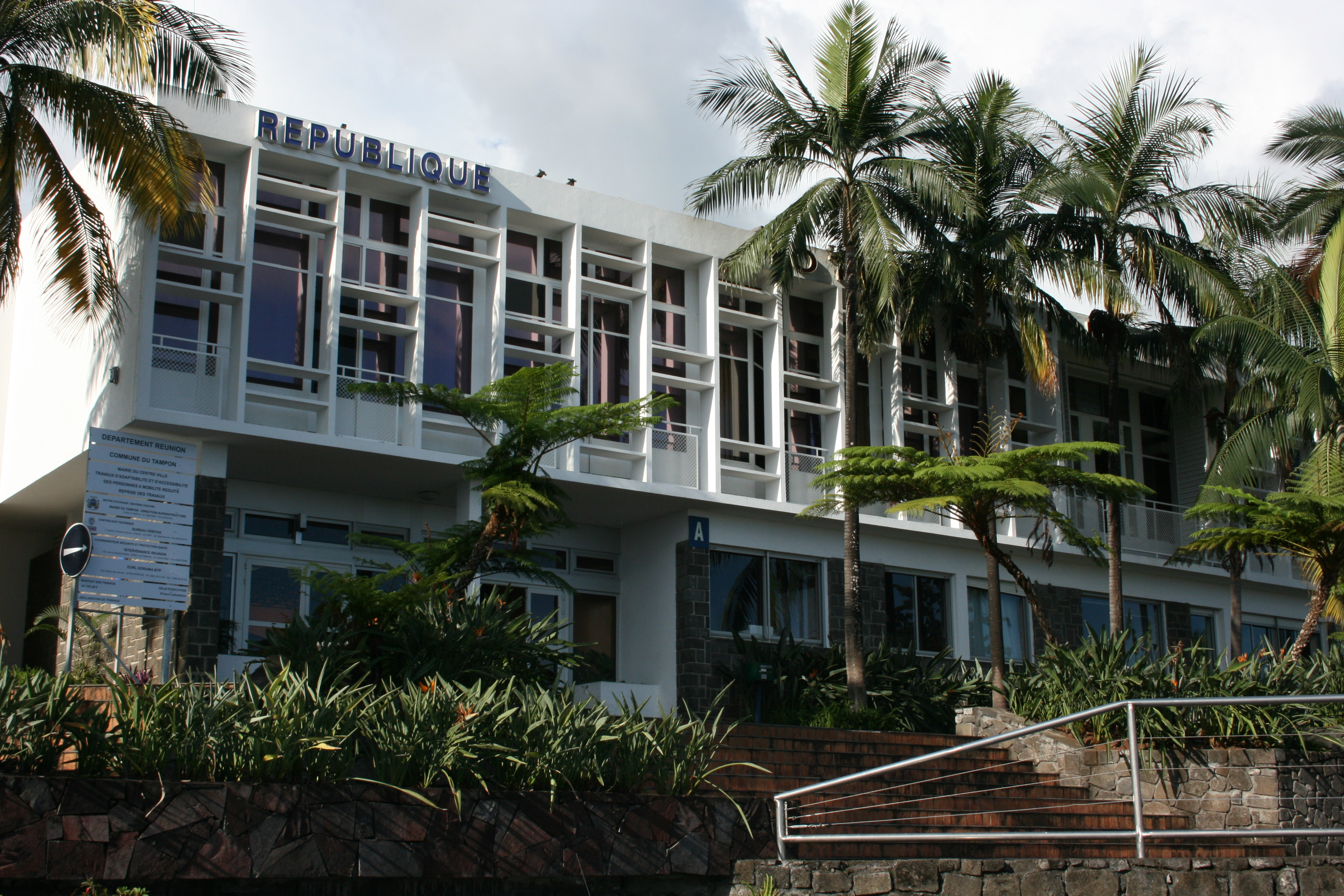
勒唐蓬市政厅

| 1983年－2006年 | André Thien Ah Koon 曾宪建  | RPR保衛共和聯盟 →UMP人民运动联盟   |
| 2006年－2010年 | Didier Robert 迪迪埃·罗贝尔 | UMP人民运动联盟                    |
| 2010年－2014年 | Paulet Payet 波莱·佩耶      | UMP人民运动联盟                    |
| 2014年－       | André Thien Ah Koon 曾宪建  | DVD右翼无党派人士                  |

## 人口
2018年，勒唐蓬市镇人口数量为79,385，在法国排名第58位。其中男性37,718人，女性40,911人，75岁及以上人口占4.4%，外籍人口数量为21,057人，人口密度为480人/平方公里，当地居民被称为（男性）或（女性）。2019年，勒唐蓬境内出生1,102人，死亡人口465人。
| 年份   | 1961   | 1967   | 1974   | 1982   | 1990   | 1999   | 2006   | 2011   | 2016   | 2018   |
| ------ | ------ | ------ | ------ | ------ | ------ | ------ | ------ | ------ | ------ | ------ |
| 人口數 | 24,335 | 31,378 | 36,107 | 40,545 | 47,593 | 60,323 | 69,849 | 74,998 | 77,283 | 79,385 |

## 经济
截至2021年7月，勒唐蓬境内共有各类用人单位9,542家，平均历史为13年，其中99.52%为中小型企业（PME）。（零售）、（零售）及（房屋租赁）是当地2019年营业额最高的三个企业，分别为79,622,624欧元、49,758,630欧元和25,696,309欧元。

## 财政收入
2019年，勒唐蓬的财政收入总额为91,490,000欧元，财政支出总额为76,458,600欧元，当年的债务总额为101,973,000欧元。2020年，勒唐蓬共获得16,890,727欧元的国家财政补助，比上一年增加了0.04%。
2017年，勒唐蓬的人均月收入总额为1,922欧元，其中高级职员为3,602欧元，低于法国平均水平（4,214欧元）；中级职员为2,352欧元，低于法国平均水平（2,353欧元）；普通职员为1,650欧元，低于法国平均水平（1,690欧元）。
2017年，勒唐蓬境内的青壮年（15至64岁）失业率为36.1%，当地28.5%的家庭拥有纳税资格，平均纳税2,508欧元，低于法国平均水平（3,888欧元）。

## 社会事务

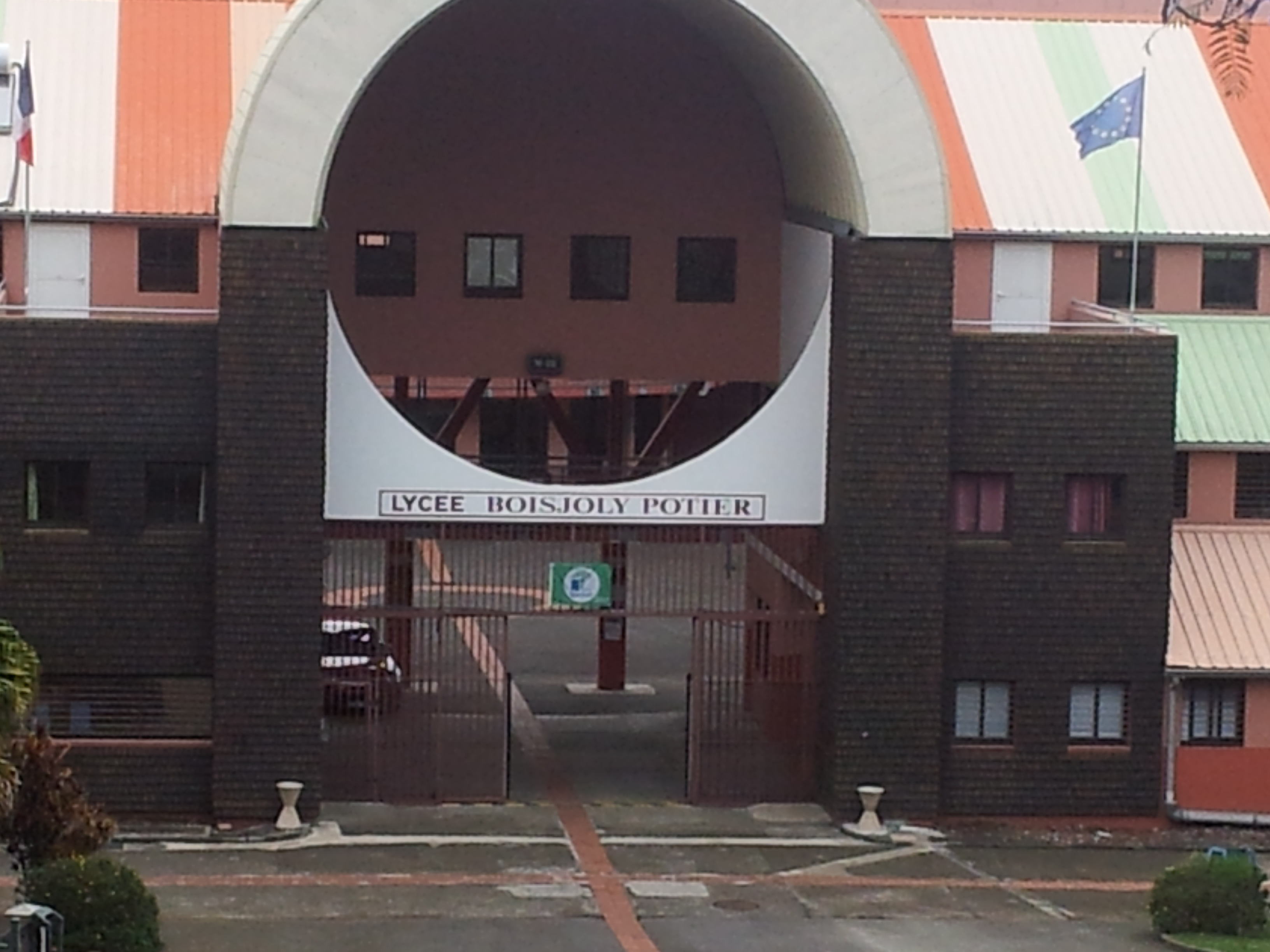
勒唐蓬的一所高级中学

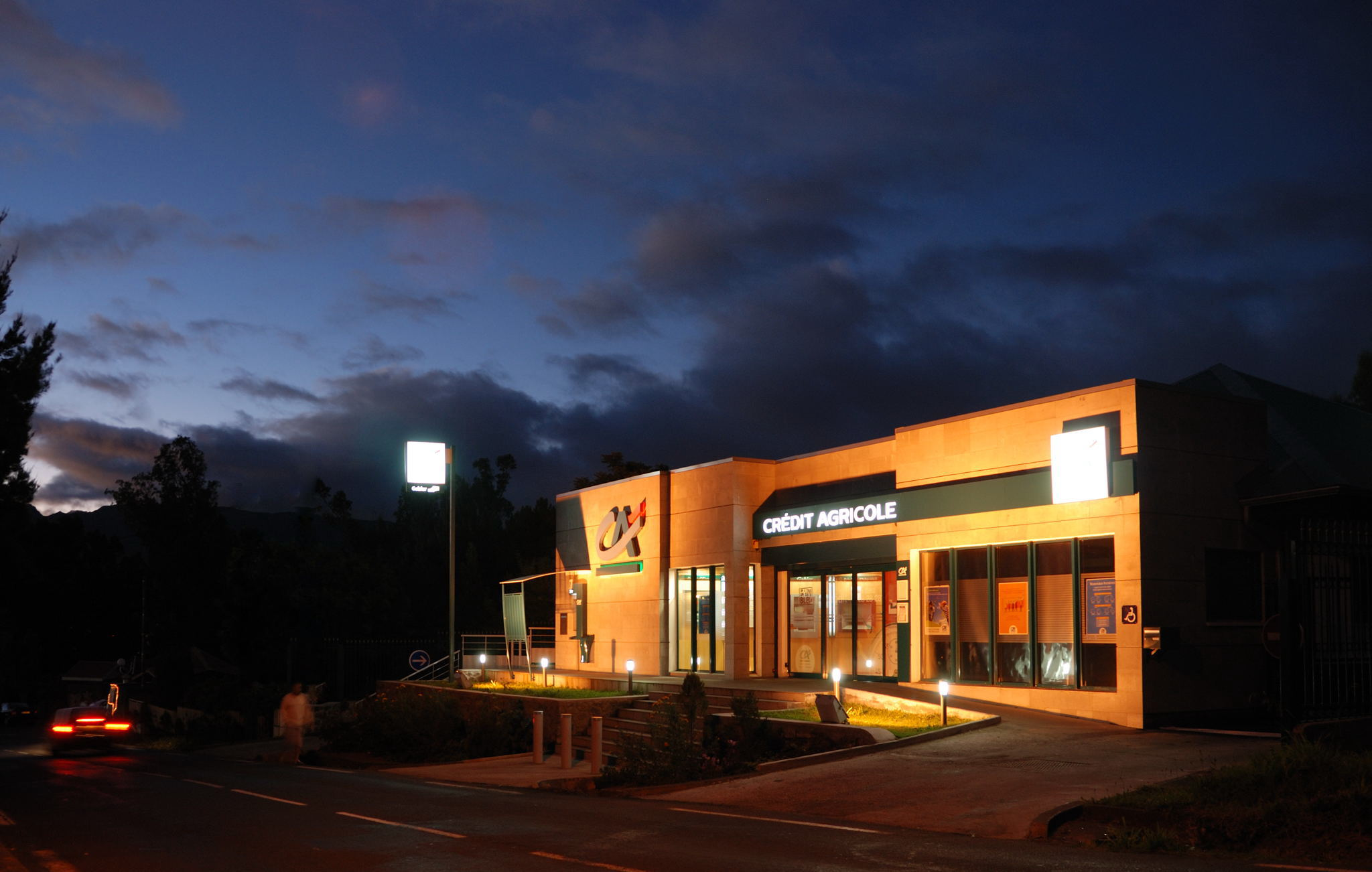
法国农信银行勒唐蓬分行

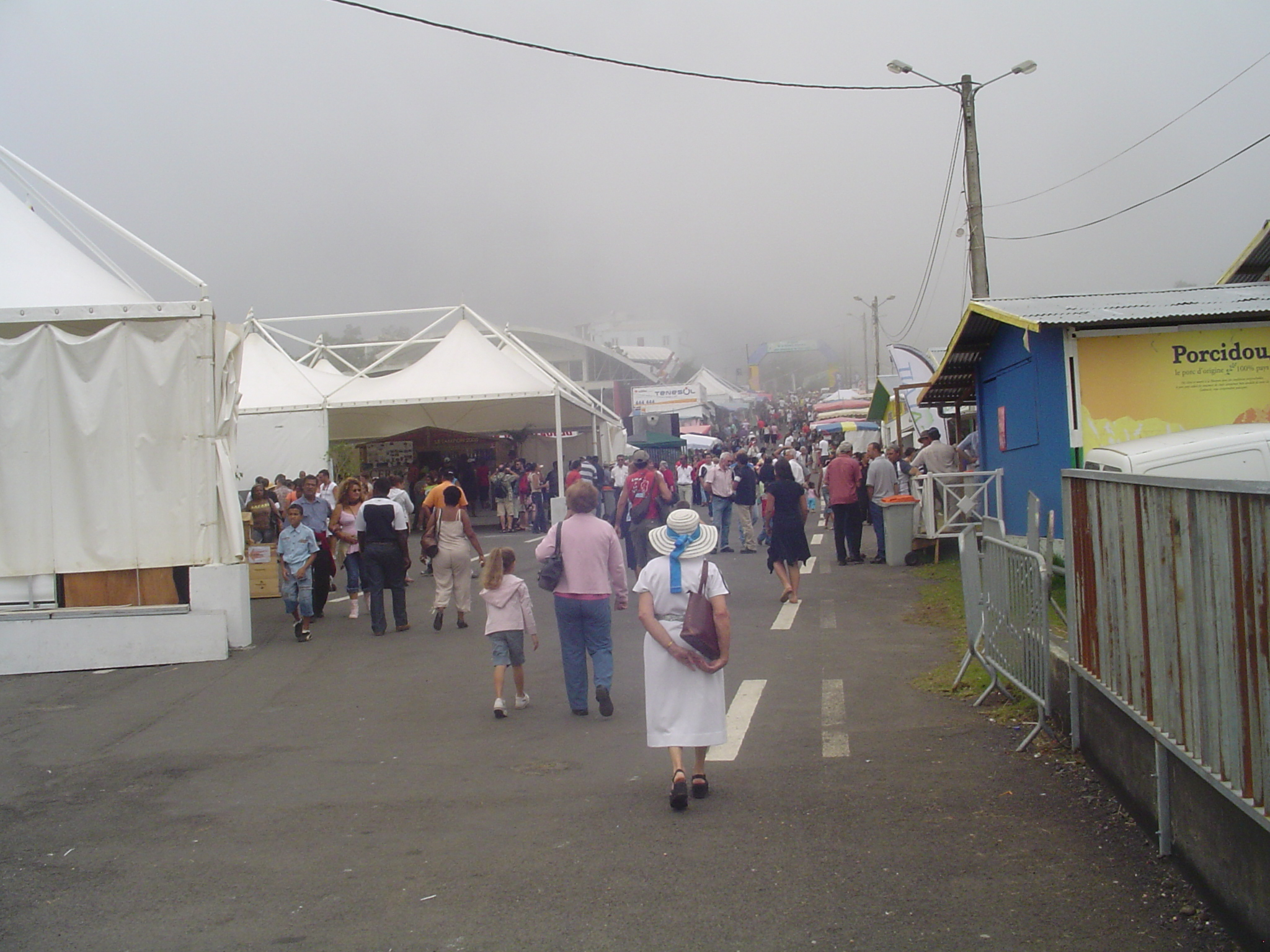
勒唐蓬集市

### 教育
勒唐蓬属于留尼汪学区。截止2019年1月1日，勒唐蓬境内共有8所幼儿园、34所小学、7所初级中学、3所普通高中和1所农业高中。2018至2019学年度，勒唐蓬境内共有在校中等教育阶段学生9,784名。

### 医疗
截止2019年1月1日，勒唐蓬境内共有全科医生70名、保健师168名、牙医42名、护士206名、眼科医生2名、皮肤科医生2名、助产士11名、儿科医生3名和妇科医生8名。境内共有药房21家、残疾人帮扶中心6家。
勒唐蓬是圣保罗中心医院（Centre Hospitalier de Saint-Paul）的服务范围，后者是法国的一个区域性医疗机构，其主病区位于圣保罗，并在勒唐蓬市区设有一处功能性康复中心。

### 住房
2017年，勒唐蓬境内共有各类住房34,467套，其中76.9%为独立式居民区，22.7%为集中式居民区。常住房屋占勒唐蓬市镇范围内居民建筑总量的91.0%。
在住房保障政策方面，2017年，勒唐蓬境内共有11,784户家庭获得了住房经济补助，受益人数占总人口数量的15%，其中11,011份为房租补助。

### 商业
2019年，勒唐蓬境内共有各类实体商铺1,896家，其中餐厅293家、大型超市17家、杂货店45家、面包房52家、肉铺17家、书店11家、装饰品店26家、银行门店15家、美容美发店130家、汽车维修店120家。勒唐蓬市区有多家E.Leclerc购物超市，以及Leader Price和Géant便民商场。

### 体育
2019年，勒唐蓬境内共有3家游泳池、8间体育馆、9座综合体育场、20处网球场、1处马术场、26处足球或橄榄球场以及8处篮球或排球场。
截至2021年4月，勒唐蓬境内共有22家注册足球俱乐部。其中勒唐蓬人体育联盟和勒唐蓬体育之星（Étoile sportive Tamponnaise）是当地的两支代表性足球队，2021至2022赛季参加留尼汪足球联赛。

### 环境
勒唐蓬的环境事务由其所属的公共社区负责。2019年，勒唐蓬境内共有3家污染企业。

### 治安
2019年，勒唐蓬市镇范围内共有3处宪兵队。
2014年，勒唐蓬及附近地区共发生各类案件5,612起，其中盗窃类案件2,456起，经济类案件446起，毒品交易类案件464起。

## 文化
2019年，勒唐蓬境内共有2家剧场。勒唐蓬市政府提供多媒体中心，向公众全年开放。

### 建筑
勒唐蓬境内有多处历史建筑，其中贝莱尔城堡是法国国家文物保护单位。

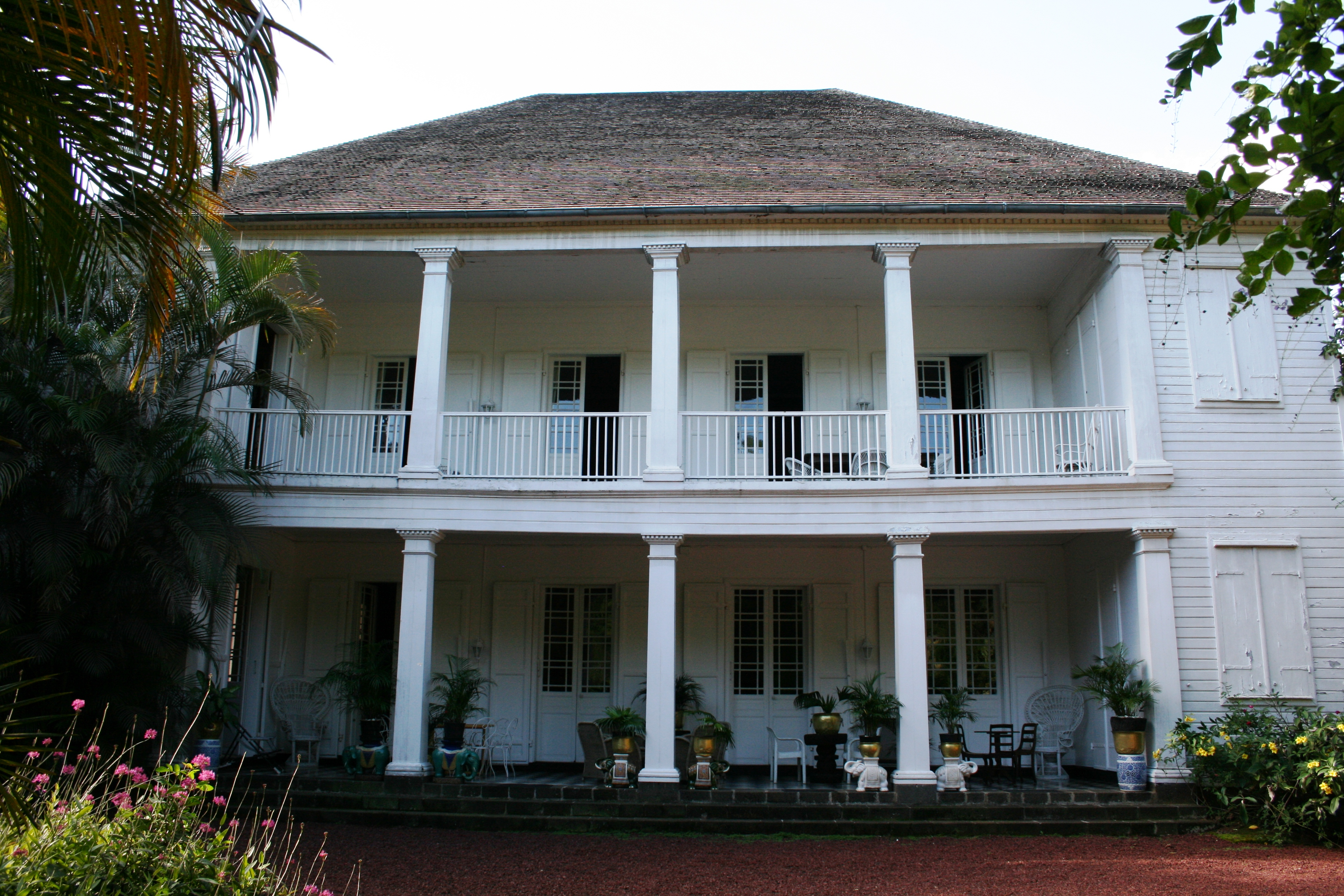
贝莱尔城堡（法语：Château Bel-Air (La Réunion)）
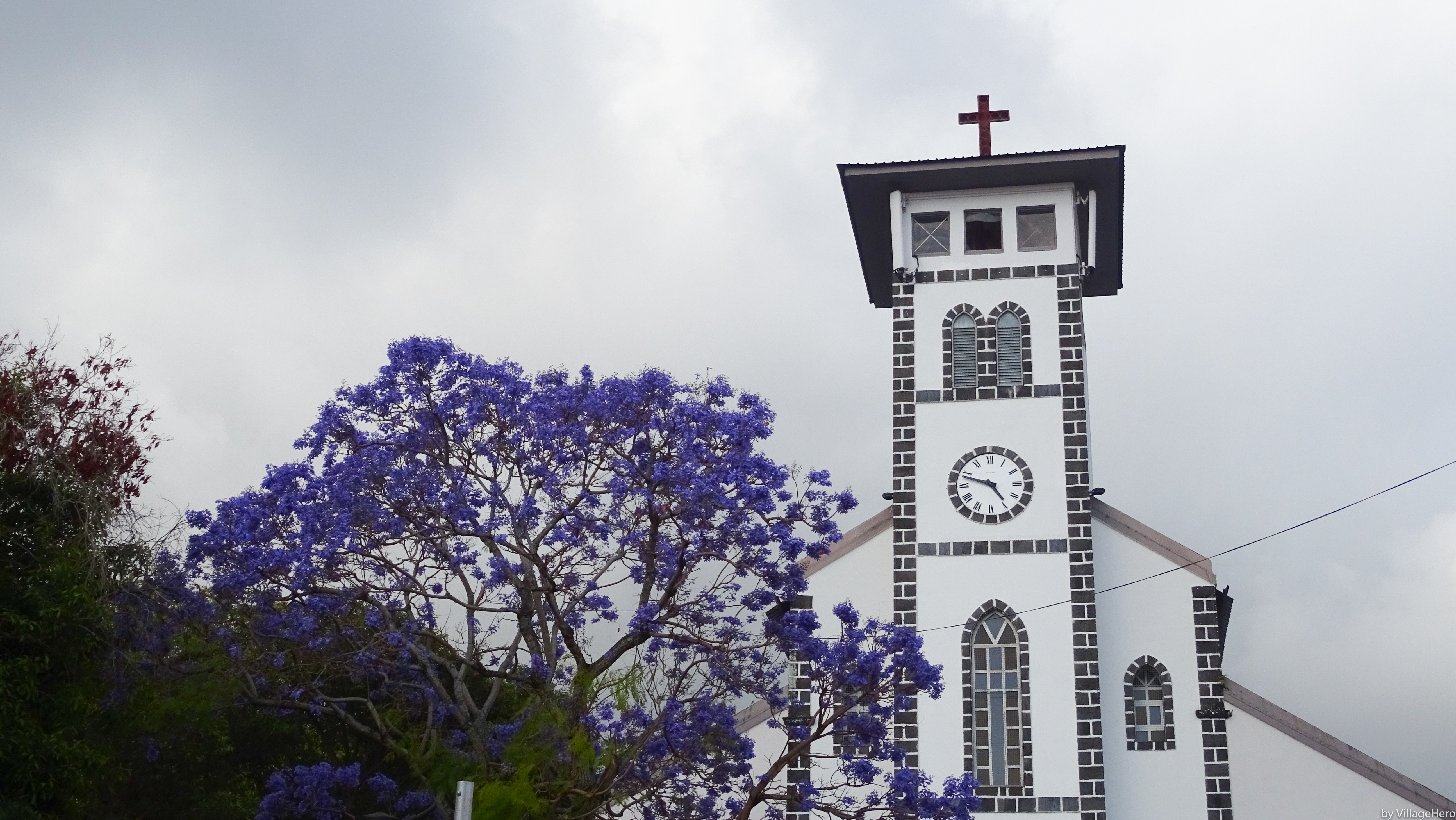
圣方济各德萨尔教堂（法语：Église Saint-François de Sales du Tampon）
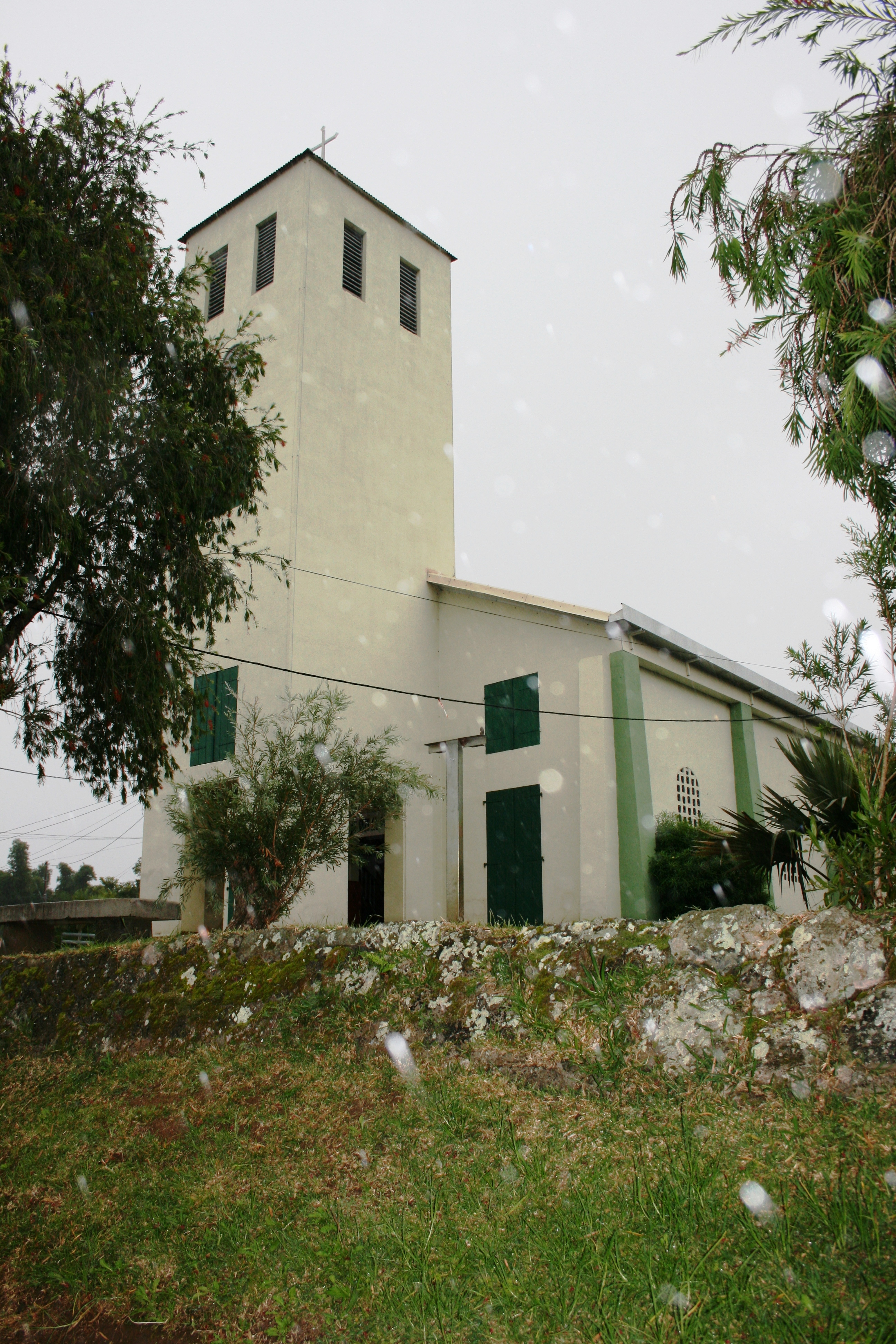
布拉德蓬托教堂
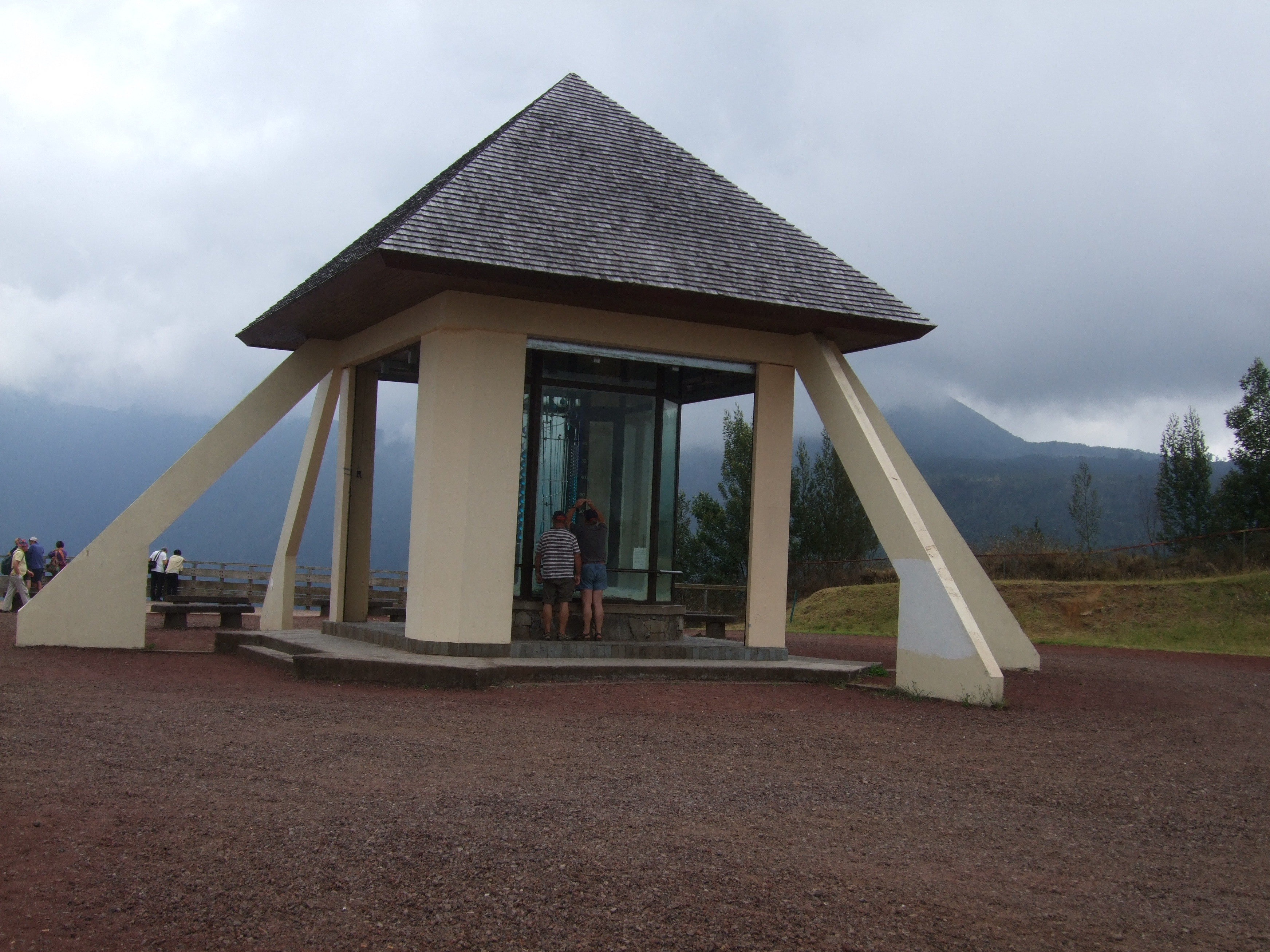
钟楼
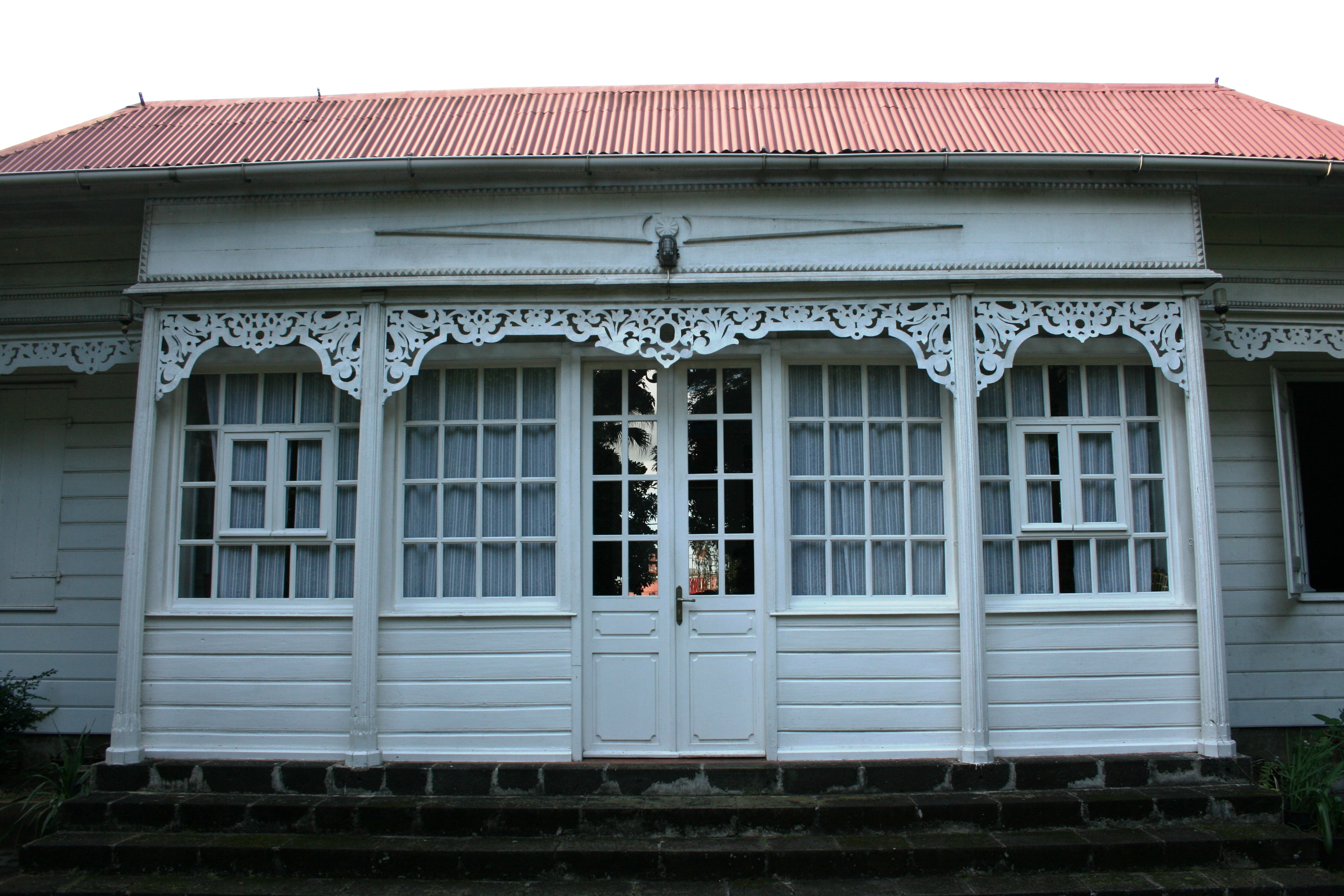
鲁塞尔屋
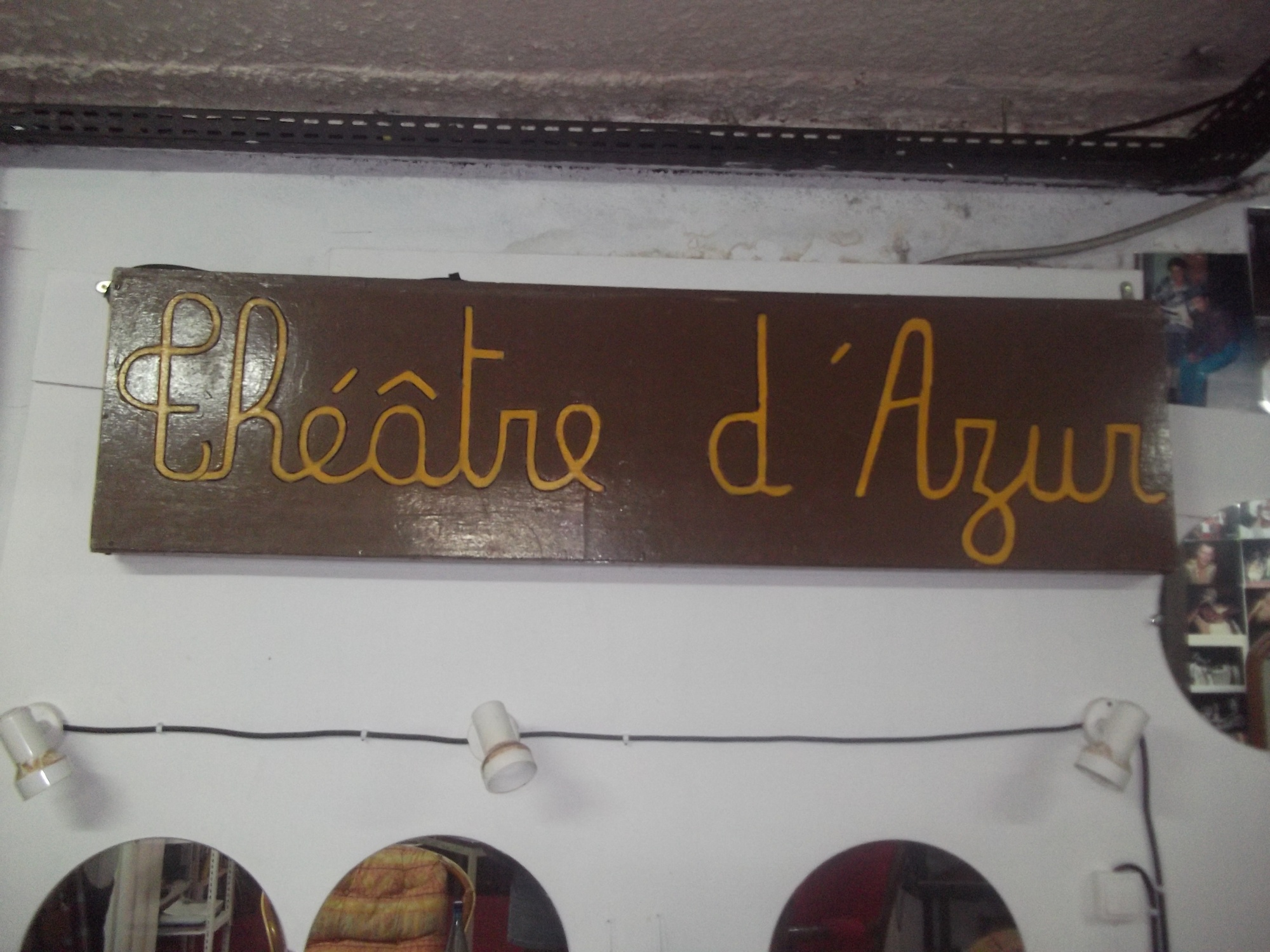
蓝色剧场

### 旅游
勒唐蓬的旅游事务由其所属的公共社区负责。2020年，勒唐蓬境内共有8家酒店共计150间房间。

### 媒体
法国主要的媒体均可在勒唐蓬接收，法国电视三台下属的海外大区频道在部分时段播出勒唐蓬所属区域的地方新闻。

## 友好城市
截至2021年7月，勒唐蓬共与一座城市互为友好城市关系：
- 马达加斯加 武希巴纳尼区